# Lucas Schoofs
Lucas Schoofs (Koersel, 3 januari 1997) is een Belgisch voetballer die bij voorkeur als verdedigende middenvelder speelt. Hij verruilde Heracles Almelo in 2023 voor Lommel SK.

## Carrière

### Lommel
Schoofs speelde van zijn vijfde tot zijn twaalfde bij de jeugd van KVV Weerstand Koersel. Daarna werd hij verder opgeleid door toenmalig tweedeklasser Lommel United. Op 27 april 2014 zat hij in de selectie voor de laatste wedstrijd van het seizoen 2013/14 tegen Sint-Truiden VV. Hij mocht hierin in de 78ste minuut invallen voor Thomas Jutten, waarmee hij zijn officiële debuut maakte. In het seizoen 2014/15 werd hij definitief in de selectie opgenomen. Zijn eerste goal maakte Schoofs op 30 augustus 2014, in een wedstrijd tegen KSV Roeselare.

### KAA Gent
Op 29 augustus 2015 werd Schoofs getransfereerd naar landskampioen KAA Gent. Gent liet Schoofs nog een jaar rijpen in Lommel. Vanaf de start van het seizoen 2016-2017 kwam hij uit voor KAA Gent. Hij maakte zijn debuut in de terugwedstrijd van de voorronde van de UEFA Europa League tegen Viitorul Constanța, waarin hij inviel na 65 minuten.
Op 31 januari 2017 maakte KAA Gent bekend dat Schoofs samen met Siebe Horemans voor de rest van het seizoen werd verhuurd aan tweedeklasser OH Leuven, met als doel speelminuten op te doen. Op 18 april 2017, tijdens zijn uitleenbeurt bij OH Leuven, kondigde KAA Gent aan dat zijn contract met twee jaar verlengd was tot 2020.
Bij aanvang van het seizoen 2017/18 keerde hij terug naar Gent. Hij kwam er echter niet aan speelminuten en vanaf januari 2018 werd hij voor anderhalf seizoen verhuurd aan de Nederlandse eersteklasser NAC Breda. De hoofdcoach van NAC Stijn Vreven werkte eerder al samen met Schoofs bij Lommel. Schoofs veroverde al snel een basisplaats bij NAC maar liep eind februari tijdens een training een zware enkelblessure op, waardoor hij de rest van het seizoen niet meer kon spelen.

### Heracles Almelo
In september 2019 tekende Schoofs een eenjarig contract bij Heracles Almelo. Door een zenuwstoornis die hem lang aan de kant hield duurde het een hele tijd vooraleer hij zijn debuut voor de club kon maken. Op 29 februari 2020 speelde Schoofs de volle 90 minuten in de competitiewedstrijd tegen ADO Den Haag, dit zou zijn enige wedstrijd van dat seizoen worden. In juni 2020 tekende hij een nieuw eenjarig contract bij Heracles. In het seizoen 2020/21 wist Schoofs een basisplaats te bemachtigen in het elftal van coach Frank Wormuth. Hij kwam tot 30 competitiewedstrijden waarin hij 2 keer scoorde. Dit resulteerde in mei 2021 in een nieuwe contractverlenging, Schoofs mocht een meerjarig contract ondertekenen tot de zomer van 2024.

## Clubstatistieken
| Seizoen         | Club            | Competitie      | Competitie | Competitie | Play-offs | Play-offs | Beker | Beker | Internationaal | Internationaal | Totaal | Totaal |
| Seizoen         | Club            | Competitie      | Wed.       | Dlp.       | Wed.      | Dlp.      | Wed.  | Dlp.  | Wed.           | Dlp.           | Wed.   | Dlp.   |
| --------------- | --------------- | --------------- | ---------- | ---------- | --------- | --------- | ----- | ----- | -------------- | -------------- | ------ | ------ |
| 2013/14         | Lommel United   | Tweede klasse   | 1          | 0          | 0         | 0         | 0     | 0     | 0              | 0              | 1      | 0      |
| 2014/15         | Lommel United   | Tweede klasse   | 25         | 4          | 6         | 0         | 2     | 0     | 0              | 0              | 33     | 4      |
| 2015/16         | KAA Gent        | Eerste klasse   | 0          | 0          | 0         | 0         | 0     | 0     | 0              | 0              | 0      | 0      |
| 2015/16         | → Lommel United | Tweede klasse   | 29         | 0          | 0         | 0         | 2     | 0     | 0              | 0              | 31     | 0      |
| 2016/17         | KAA Gent        | Eerste klasse   | 0          | 0          | 0         | 0         | 0     | 0     | 1              | 0              | 1      | 0      |
| 2016/17         | → OH Leuven     | Tweede klasse   | 10         | 0          | 0         | 0         | 0     | 0     | 0              | 0              | 10     | 0      |
| 2017/18         | KAA Gent        | Eerste klasse   | 0          | 0          | 0         | 0         | 0     | 0     | 0              | 0              | 0      | 0      |
| 2017/18         | → NAC Breda     | Eredivisie      | 5          | 0          | 0         | 0         | 0     | 0     | 0              | 0              | 5      | 0      |
| 2018/19         | → NAC Breda     | Eredivisie      | 0          | 0          | 0         | 0         | 0     | 0     | 0              | 0              | 0      | 0      |
| 2019/20         | Heracles Almelo | Eredivisie      | 1          | 0          | 0         | 0         | 0     | 0     | 0              | 0              | 1      | 0      |
| 2020/21         | Heracles Almelo | Eredivisie      | 30         | 2          | 0         | 0         | 2     | 0     | 0              | 0              | 32     | 2      |
| 2021/22         | Heracles Almelo | Eredivisie      | 27         | 0          | 2         | 0         | 2     | 0     | 0              | 0              | 31     | 0      |
| 2022/23         | Heracles Almelo | Eerste divisie  | 38         | 10         | 0         | 0         | 2     | 0     | 0              | 0              | 40     | 10     |
| Carrière totaal | Carrière totaal | Carrière totaal | 166        | 16         | 9         | 0         | 9     | 0     | 1              | 0              | 185    | 16     |